# Abbie Cornish
Abbie Cornish (Lochinvar, 7 de agosto de 1982) es una actriz y rapera australiana, también conocida en el ámbito del rap como MC Dusk. Es conocida por sus actuaciones en la serie de comedia Life Support y en la película Somersault.

## Biografía
Cornish nació en Lochinvar (Nueva Gales del Sur), la segunda de cinco hijos. Su padre administraba un negocio de reciclaje y su madre era fotógrafa amateur. Su hermana, Isabelle Cornish, también es actriz.

## Carrera
Comenzó su carrera a los trece años, cuando tomó varios trabajo como modelo luego de llegar a las final de una competencia de la Dolly Magazine. Para cuando cumplió 16 años, Cornish combina sus trabajos su actuación con sus estudios, ya que tenía la intención de convertirse en veterinaria. 
En 1999, ganó el Premio del Instituto de Cine Australiano a la mejor actriz joven por su papel en el programa de la ABC Wildside. En ese mismo año le ofrecieron un papel en la película The Monkey's Mask, lo que marcó su debut cinematográfico.
En 2004, Cornish apareció en el cortometraje Everything Goes junto a Hugo Weaving. En ese mismo año también actuó en la película Somersault, por la cual recibió el Premio del Australian Film Institute a la mejor actriz, el Premio de la FCCA a la mejor actriz, el Inside Film Award a la actriz y varios premios más. Cornish fue aclamada críticamente por su actuación en el filme de 2006 Candy, coprotagonizada por Heath Ledger. También ha participado en Un buen año, Elizabeth: la edad de oro y Stop-Loss.
En 2011, Cornish protagonizó la segunda película de Madonna como directora, W.E., un largometraje que narra la historia de Wallis Simpson y Eduardo VIII.
En noviembre de 2016 se anunció que se había unido al elenco principal de la serie Tom Clancy's Jack Ryan donde daría vida a Cathy Muller, la serie fue estrenada en 2018.

## Filmografía

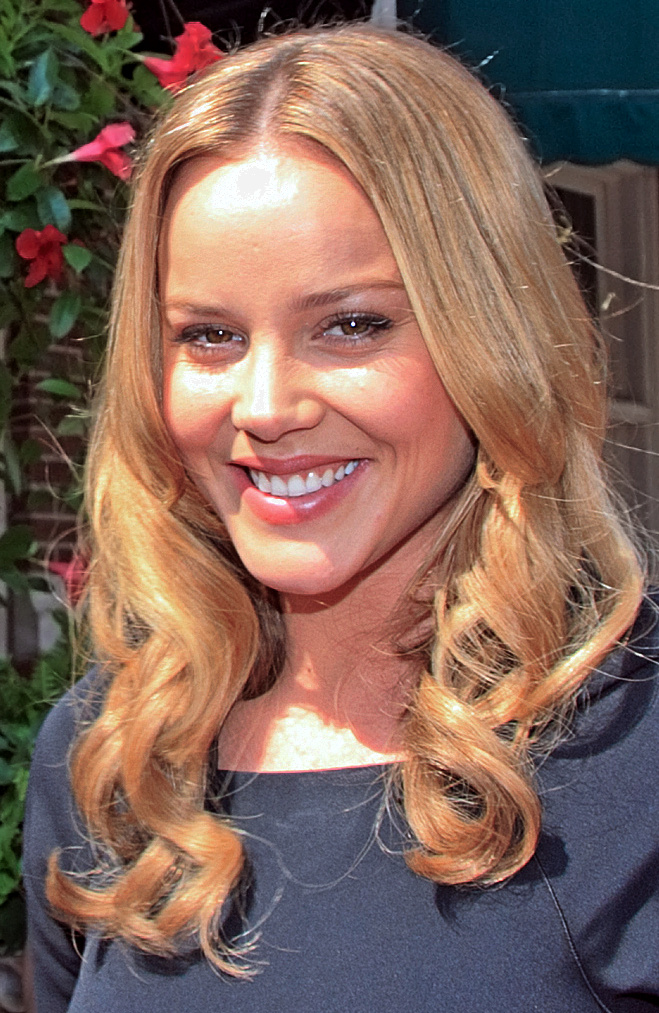
Abbie Cornish en el Festival Internacional de Cine de Toronto de 2011.

## Cine
| Año  | Título                                        | Rol                     | Notas |
| ---- | --------------------------------------------- | ----------------------- | --- |
| 2000 | The Monkey's Mask                             | Mickey Norris           | |
| 2003 | Horseplay                                     | Becky Wodinski          | |
| 2004 | One Perfect Day                               | Emma Matisse            | |
| 2004 | Somersault                                    | Heidi                   | |
| 2004 | Everything Goes                               | Brianie                 | Short film |
| 2006 | Candy                                         | Candy                   | Nominated—Australian Film Institute Awards for Best Actress in a Leading Role Nominated—Inside Film Awards for Best Actress Won—Film Critics Circle of Australia for Best Actress in a Lead Role |
| 2006 | A Good Year                                   | Christie Roberts        | |
| 2007 | Elizabeth: The Golden Age                     | Bess Throckmorton       | |
| 2008 | Stop-Loss                                     | Michelle Overton        | |
| 2009 | Bright Star                                   | Fanny Brawne            | Nominated—Chicago Film Critics Association Award for Best Actress Nominated—Denver Film Critics Society Award for Best Actress Nominated—Houston Film Critics Society Award for Best Actress Nominated—International Cinephile Society Award for Best Actress (Runner-up) Nominated—London Film Critics Circle Award for Actress of the Year Nominated—National Society of Film Critics Award for Best Actress (2nd Runner-up) Nominated—San Diego Film Critics Society Award for Best Actress (Runner-up) Nominated—Satellite Award for Best Actress – Motion Picture Drama |
| 2010 | Legend of the Guardians: The Owls of Ga'Hoole | Otulissa                | solo voz |
| 2011 | Limitless                                     | Lindy                   | |
| 2011 | Sucker Punch                                  | Sweet Pea               | |
| 2011 | W.E.                                          | Wally Winthrop          | |
| 2012 | The Girl                                      | Ashley                  | |
| 2012 | Seven Psychopaths                             | Kaya                    | |
| 2014 | RoboCop                                       | Clara Murphy            | |
| 2015 | Solace                                        | Agente Katherine Cowles | |
| 2016 | Lavender                                      | Jane                    | |
| 2017 | The Girl Who Invented Kissing                 | Patti                   | |
| 2017 | 6 Days                                        | Kate Adie               | |
| 2017 | Three Billboards Outside Ebbing, Missouri     | Anne Willoughby         | Screen Actors Guild Award for Outstanding Performance by a Cast in a Motion Picture Nominated—AACTA International Award for Best Supporting Actress |
| 2017 | Geostorm                                      | Sarah Wilson            | |
| 2018 | Where Hands Touch                             | Kerstin                 | |
| 2018 | Paris Song                                    | Lee Abbott              | |
| 2018 | Perfect                                       | Madre                   | |
| 2021 | El virtuoso                                   | la camarera             | |
| 2022 | Blackout                                      | Anna                    | |
| 2023 | Dakota                                        | Kate Sanders            | |
| 2024 | Detained                                      | Rebecca Kamen           | |

### Televisión
| Año       | Título                       | Rol               | Notas |
| --------- | ---------------------------- | ----------------- | --- |
| 1997–1999 | Wildside                     | Simone Summers    | episodio 59                                                                                                  |
| 1999      | Close Contact                | Sara Boyack       | |
| 2000      | Water Rats                   | Marie Marchand    | 1 episodio                                                                                                   |
| 2001      | Outriders                    | Reggie McDowell   | 26 episodios                                                                                                 |
| 2001      | Life Support                 | Penne No. 1       | 10 episodios                                                                                                 |
| 2003      | White Collar Blue            | Antonia McAlister | |
| 2003      | Marking Time                 | Tracey            | Nominated—Australian Film Institute Award for Best Guest or Supporting Actress in Television Drama or Comedy |
| 2014      | Klondike                     | Belinda Mulrooney | Miniserie 6 episodios                                                                                        |
| 2018–2023 | Jack Ryan                    | Cathy Mueller     | rol principal 14 episodios (temporada 1 & 4)                                                                 |
| 2019      | Secret Bridesmaids' Business | Melanie           | Miniserie 6 episodios                                                                                        |

## Premios y nominaciones
| Año  | Premio                            | Categoría                | Película    | Resultado |
| ---- | --------------------------------- | ------------------------ | ----------- | --------- |
| 1999 | AACTA Award                       | Mejor actriz juvenil     | Wildside    | Ganadora  |
| 2004 | AACTA Award                       | Mejor actriz protagónica | Somersault  | Ganadora  |
| 2004 | FCCA Award                        | Mejor actriz femenina    | Somersault  | Ganadora  |
| 2004 | IF Awards                         | Mejor actriz             | Somersault  | Ganadora  |
| 2004 | AFI Award                         | Mejor actriz protagónica | Somersault  | Ganadora  |
| 2005 | MIFF – Premio Especial del Jurado | Mejor actriz revelación  | Somersault  | Ganadora  |
| 2006 | Premio EDA                        | Mejor actriz revelación  | Somersault  | Nominada  |
| 2006 | AACTA Award                       | Mejor actriz protagónica | Candy       | Nominada  |
| 2006 | Inside Film Awards                | Mejor actriz principal   | Candy       | Nominada  |
| 2006 | FCCA Award                        | Mejor actriz protagónica | Candy       | Ganadora  |
| 2009 | AACTA Award                       | Mejor actriz protagónica | Bright Star | Nominada  |
| 2009 | BIFA                              | Mejor actriz             | Bright Star | Nominada  |